# Der Wahre Jacob
Der Wahre Jacob (en español, "El verdadero Jacob") fue una publicación alemana de sátira política, de tendencia socialdemócrata, que existió desde 1879 hasta 1933.
Fue fundada en Hamburgo y su primer editor fue Wilhelm Blos, en ese momento un periodista vinculado al diario socialista Hamburg-Altonaer Volksblatt. Las leyes antisocialistas alemanas de 1878, aprobadas para dificultar la organización del Partido Obrero Socialdemócrata, motivaron el cese de la publicación en octubre de 1880. Blos se trasladó a Stuttgart y logró retomarla en 1884. La tirada en aquella época era de 40.000 copias y cada ejemplar costaba 10 pfennig.
Su línea editorial pretendía ridiculizar los conservadores, a Otto von Bismarck y a los poderes fácticos germanos (militares, burguesía e iglesia), así como defender los ideales socialdemócratas y su implantación en la sociedad. La derogación de las leyes antisocialistas en 1890 normalizaron su publicación y a partir de 1891 se añadieron caricaturas en color. Gracias a ello se aumentó la tirada a 100.000 ejemplares, cifra que se triplicó en 1912. Aunque la Primera Guerra Mundial redujo la distribución, se mantuvo una tirada de 200.000 copias que la convirtió en el medio de comunicación socialista de mayor circulación en Alemania, así como en la revista satírica más popular por delante del Kladderadatsch (conservador) y Simplicissimus (liberal).
La hiperinflación alemana provocó el cese de su edición el 12 de octubre de 1923. En enero de 1924 se lanzó una nueva revista con menos medios económicos, Lachen links, y en julio de 1927 se retomó el Der Wahre Jacob original, muy crítico con el nazismo y en especial con Adolf Hitler, líder del Partido Nacionalsocialista.
El ascenso al poder de los nazis supuso la desaparición del Der Wahre Jacob, que salió por última vez el 25 de febrero de 1933. Todo su archivo está disponible en la biblioteca de la Universidad de Heidelberg.